# キネベス
『キネベス』は2012年4月18日にリリースされた木根尚登3枚目のベスト・アルバム。発売元はよしもとミュージック。

## 概要
木根尚登ソロデビュー20周年記念、4作連続ベストシリーズ2作目。『キネバラ』と同日発売。本作は、主に2001年から2010年に発表された楽曲のベスト・アルバムで、ファン投票からの順位を収録。曲順も1位から12位までと同じ並び順で収録。

## 収録曲
| 全作曲: 木根尚登。 |                              |              |            |                    |                                               |      |
| #                  | タイトル                     | 作詞         | 作曲・編曲 | 編曲               | オリジナル収録作品                            | 時間 |
| 1.                 | 「春を待つ」                 | 木根尚登     | 木根尚登   | 中村修司・木根尚登 | シングル「春を待つ」                          | 5:36 |
| 2.                 | 「MY BEST FRIEND」           | 木根尚登     | 木根尚登   | 中村修司           | シングル「MY BEST FRIEND」                    | 5:24 |
| 3.                 | 「青空」                     | 小室みつ子   | 木根尚登   | 溝口和彦           | アルバム「徒然」                              | 5:03 |
| 4.                 | 「ノックは3回」              | 木根尚登     | 木根尚登   | 中村修司           | シングル「ノックは3回 〜Knock Three Times〜」 | 4:48 |
| 5.                 | 「桜ケ丘」                   | 木根尚登     | 木根尚登   | 中村修司           | アルバム「道」                                | 5:59 |
| 6.                 | 「君への道」                 | 木根尚登     | 木根尚登   | 中村修司           | シングル「ノックは3回 〜Knock Three Times〜」 | 4:56 |
| 7.                 | 「夢のさき」                 | 木根尚登     | 木根尚登   | 中村修司           | シングル「夢のさき」                          | 4:13 |
| 8.                 | 「浮雲」                     | 前田たかひろ | 木根尚登   | 中堅工房           | アルバム「浮雲」                              | 3:54 |
| 9.                 | 「ポニーテール」             | 前田たかひろ | 木根尚登   | 松尾和博           | アルバム「浮雲」                              | 4:28 |
| 10.                | 「RUNNING ON」               | 木根尚登     | 木根尚登   | 末原康志           | アルバム「RUNNING ON」                        | 4:23 |
| 11.                | 「色づく街に」               | 木根尚登     | 木根尚登   | 中村修司           | シングル「ノックは3回 〜Knock Three Times〜」 | 4:33 |
| 12.                | 「空につづくロマンティック」 | 木根尚登     | 木根尚登   | 中村修司           | アルバム「Life」                              | 4:08 |
| 合計時間:          | 合計時間:                    | 合計時間:    | 合計時間:  | 合計時間:          | 57:25                                         |      |

## クレジット
- Produced: 木根尚登, 藤井徹貫
- Mastering Engineer: 阿部充泰
- Design: 住吉昭人
- Photography: 阿部薫
- A&R: 和泉かな